# Diaphus rivatoni
Diaphus rivatoni är en fiskart som beskrevs av Bourret, 1985. Diaphus rivatoni ingår i släktet Diaphus och familjen prickfiskar. Inga underarter finns listade i Catalogue of Life.